# Fradizela
Fradizela ist eine Ortschaft und Gemeinde im Norden Portugals.

## Geschichte
Funde in der Region deuten auf vorgeschichtliche und anschließend römische Besiedlungen, möglicherweise auch im Gebiet der heutigen Gemeinde Fradizela, jedoch gibt es hier keine bedeutenden Funde dazu. Die heutige Brücke Ponte do Arquinho wurde vermutlich über eine ältere Römerbrücke errichtet, hier soll einst ein römisches Miliarium gefunden worden sein.
Der heutige Ort Fradizela ist vermutlich im Zuge der Besiedlungspolitik nach der Reconquista entstanden, wie die Verzeichnisse des Königs D. Dinis aus dem Jahr 1290 zeigen. Der Ritter Pedro Fernandes führte die Neubesiedlungen hier durch.
1727 wurde die barocke Gemeindekirche errichtet.
Fradizela blieb eine Gemeinde des Kreises Torre de Dona Chama, bis zu den verschiedenen Verwaltungsreformen nach der Liberalen Revolution 1821 und dem folgenden Miguelistenkrieg 1834. Mit der endgültigen Auflösung des Kreises Torre de Dona Chama im Jahr 1855 kam Fradizela zu Mirandela.

## Verwaltung
Fradizela ist Sitz der gleichnamigen Gemeinde (Freguesia) im Kreis (Concelho) von Mirandela im Distrikt Bragança. In ihr leben 185 Einwohner auf einer Fläche von 13 km² (Stand 19. April 2021).
Zwei Ortschaften liegen in der Gemeinde:
- Fradizela
- Ribeirinha